# Jonathas
Jonathas Cristian de Jesus Maurício, meglio noto come Jonathas (Betim, 6 marzo 1989), è un ex calciatore brasiliano, di ruolo attaccante.

## Carriera

### Club

#### Gli inizi in Brasile
Cresciuto nelle giovanili del Cruzeiro, il 23 agosto 2006 esordisce nel Campeonato Brasileiro Série A nella partita Botafogo-Cruzeiro 1-0. In totale nella sua prima stagione con Les Renards gioca 6 partite.
La stagione successiva gioca in prestito nel Campeonato Brasileiro Série B con l'Ipatinga (5 presenze).
Nel 2008 viene ceduto in prestito al Vila Nova ma viene quasi subito richiamato al Cruzeiro a causa di vari infortuni che colpiscono la squadra di Belo Horizonte.

#### AZ Alkmaar
Il 28 ottobre 2008 l'Alkmaar Zaanstreek ne acquista il 65% del cartellino per 600.000 euro. Jonathas nella sua prima stagione nei Paesi Bassi viene impiegato solo nella formazione giovanile della squadra di Alkmaar; dalla stagione 2009-2010 fa parte della prima squadra debuttando ufficialmente il 28 ottobre 2009 nella partita di Coppa d'Olanda contro lo Spakenburg, nella quale sigla il gol del momentaneo 4-2.
In Eredivisie debutta invece il 21 novembre nella sfida con il Roda JC (vinta 4-2), dove segna il suo primo gol in campionato, ma subisce anche la sua prima espulsione; conclude la sua prima stagione con l' AZ collezionando in totale 6 partite e 2 gol (4 in Eredivisie e 2 in Coppa d'Olanda).
Nella stagione seguente gioca 11 partite di Eredivisie (con 3 gol), 4 di Europa League e 1 di Coppa d'Olanda (con 2 gol).

#### Brescia
Il 31 gennaio 2011 passa in prestito alla squadra italiana del Brescia.
Esordisce nel campionato italiano il successivo 20 marzo in Juventus-Brescia (2-1), subentrando al 77º minuto ad Alessandro Diamanti. A fine stagione la squadra retrocede in Serie B e lui colleziona appena 6 presenze.
Nel luglio 2011 il prestito viene rinnovato per un'altra stagione: segna il suo primo gol con la maglia delle rondinelle il 13 agosto 2011 contro l'Aquila, partita valida per la Coppa Italia 2011-2012; segna anche al debutto in Serie B, il 27 agosto nella vittoria per 2-0 contro il Vicenza. La sua prima doppietta è datata 11 febbraio 2012 nella partita Cittadella-Brescia 0-2.
Conclude la stagione totalizzando 33 presenze, 16 gol e 7 assist in Serie B e 2 presenze e 2 gol in Coppa Italia.

#### Pescara
Grazie alle buone prestazioni in cadetteria, nell'estate del 2012 viene acquistato dal neopromosso Pescara. Il 16 dicembre, nella sfida a San Siro contro il Milan, dopo essere subentrato ad Ante Vukusic al 64', realizza un autogol per il momentaneo 3-1 dei rossoneri (che vinceranno poi 4-1). Il 6 gennaio, nella sfida fuori casa contro la Fiorentina, mette a segno il suo primo gol in Serie A con la maglia del Pescara, gara terminata 2 a 0 per i biancazzurri.

#### Prestito al Torino
Il 31 gennaio 2013 passa al Torino a titolo temporaneo fino al termine della stagione con diritto di riscatto. Esordisce con la maglia granata il 2 febbraio nella gara interna contro la Sampdoria (0-0), subentrando nel secondo tempo. Il 17 marzo seguente risolve con un gol, il primo in maglia granata, la partita Torino-Lazio (1-0). Va ancora a segno, su rigore, nella sconfitta interna contro il Napoli per 3-5. Chiude la sua parentesi in granata con 11 presenze e due reti, contribuendo alla salvezza della squadra. A fine stagione non viene riscattato e fa ritorno a Pescara.

#### Latina
Il 29 agosto 2013 passa al Latina in prestito secco. Chiude la sua stagione con 15 reti in 34 presenze, sfiorando la prima storica promozione in serie A con la maglia Nerazzurra, trascinata dal ragazzo brasiliano, ma fermata solo dal Cesena in finale playoff serie B.

#### Prestito all'Elche
Il 18 luglio 2014 si trasferisce agli spagnoli dell'Elche in prestito biennale.

#### Real Sociedad
Il 27 luglio 2015 viene ceduto a titolo definitivo alla Real Sociedad con cui firma un contratto di durata quinquennale.

#### Rubin Kazan
Dopo una sola stagione trascorsa con la squadra basca, il 29 luglio 2016 viene acquistato dal Rubin Kazan.

#### Hannover
Il 22 agosto 2017 passa a titolo definitivo all'Hannover.

### Nazionale
Jonathas vanta anche 3 presenze e 3 gol nell'Under-19 brasiliana.

## Statistiche

### Presenze e reti nei club
Statistiche aggiornate al 10 ottobre 2018.
| Stagione           | Squadra            | Campionato         | Campionato | Campionato | Coppe nazionali | Coppe nazionali | Coppe nazionali | Coppe continentali | Coppe continentali | Coppe continentali | Altre coppe | Altre coppe | Altre coppe | Totale | Totale |
| Stagione           | Squadra            | Comp               | Pres       | Reti       | Comp            | Pres            | Reti            | Comp               | Pres               | Reti               | Comp        | Pres        | Reti        | Pres   | Reti   |
| ------------------ | ------------------ | ------------------ | ---------- | ---------- | --------------- | --------------- | --------------- | ------------------ | ------------------ | ------------------ | ----------- | ----------- | ----------- | ------ | ------ |
| 2006               | Cruzeiro           | A+A1/MI            | 6+0        | 0          | CB              | 0               | 0               | CS                 | 0                  | 0                  | -           | -           | -           | 6      | 0      |
| 2007               | Ipatinga           | B+A1/MI            | 5+0        | 0          | CB              | 0               | 0               | -                  | -                  | -                  | -           | -           | -           | 5      | 0      |
| gen.-mag. 2008     | Vila Nova          | B+A/GO             | 0          | 0          | CB              | 0               | 0               | -                  | -                  | -                  | -           | -           | -           | 0      | 0      |
| mag.-ott. 2008     | Cruzeiro           | A+A1/MI            | 2+ -       | 0          | CB              | 0               | 0               | CL                 | 0                  | 0                  | -           | -           | -           | 2      | 0      |
| Totale Cruzeiro    | Totale Cruzeiro    | Totale Cruzeiro    | 8          | 0          |                 |                 |                 |                    |                    |                    |             |             |             | 8      | 0      |
| ott. 2008-2009     | AZ Alkmaar         | ED                 | 0          | 0          | CO              | 0               | 0               | -                  | -                  | -                  | -           | -           | -           | 0      | 0      |
| 2009-2010          | AZ Alkmaar         | ED                 | 4          | 1          | CO              | 2               | 1               | UEL                | 0                  | 0                  | -           | -           | -           | 6      | 2      |
| 2010-gen. 2011     | AZ Alkmaar         | ED                 | 11         | 3          | CO              | 1               | 2               | UEL                | 5                  | 0                  | -           | -           | -           | 17     | 5      |
| Totale AZ Alkmaar  | Totale AZ Alkmaar  | Totale AZ Alkmaar  | 15         | 4          |                 | 3               | 3               |                    | 5                  | 0                  |             |             |             | 23     | 7      |
| gen.-giu. 2011     | Brescia            | A                  | 6          | 0          | CI              | 0               | 0               | -                  | -                  | -                  | -           | -           | -           | 6      | 0      |
| 2011-2012          | Brescia            | B                  | 33         | 16         | CI              | 2               | 2               | -                  | -                  | -                  | -           | -           | -           | 35     | 18     |
| Totale Brescia     | Totale Brescia     | Totale Brescia     | 39         | 16         |                 | 2               | 2               |                    |                    |                    |             |             |             | 41     | 18     |
| 2012-gen. 2013     | Pescara            | A                  | 12         | 1          | CI              | 2               | 0               | -                  | -                  | -                  | -           | -           | -           | 14     | 1      |
| gen.-giu. 2013     | Torino             | A                  | 11         | 2          | CI              | 0               | 0               | -                  | -                  | -                  | -           | -           | -           | 11     | 2      |
| 2013-2014          | Latina             | B                  | 33+4       | 14+1       | CI              | 0               | 0               | -                  | -                  | -                  | -           | -           | -           | 37     | 15     |
| 2014-2015          | Elche              | PD                 | 34         | 14         | CR              | 2               | 0               | -                  | -                  | -                  | -           | -           | -           | 36     | 14     |
| 2015-2016          | Real Sociedad      | PD                 | 27         | 7          | CR              | 2               | 0               | -                  | -                  | -                  | -           | -           | -           | 29     | 7      |
| 2016-2017          | Rubin Kazan        | PL                 | 26         | 9          | KR              | 4               | 2               | -                  | -                  | -                  | -           | -           | -           | 30     | 11     |
| ago. 2017          | Rubin Kazan        | PL                 | 5          | 4          | KR              | 0               | 0               | -                  | -                  | -                  | -           | -           | -           | 5      | 4      |
| Totale Rubin Kazan | Totale Rubin Kazan | Totale Rubin Kazan | 31         | 13         |                 | 4               | 2               |                    |                    |                    |             |             |             | 35     | 15     |
| 2017-2018          | Hannover           | BL                 | 12         | 3          | CG              | 1               | 0               | -                  | -                  | -                  | -           | -           | -           | 13     | 3      |
| lug.-dic. 2018     | Corinthians        | A+A1/SP            | 7+ -       | 1          | CB              | 0               | 0               | CL                 | 0                  | 0                  | -           | -           | -           | 7      | 1      |
| 2021-2022          | Odisha             | ISL                | 16         | 7          | -               | -               | -               | -                  | -                  | -                  | -           | -           | -           | 16     | 7      |
| Totale carriera    | Totale carriera    | Totale carriera    | 250+4      | 82+1       |                 | 16              | 7               |                    | 5                  | 0                  |             |             |             | 275    | 90     |

## Palmarès

### Club

#### Competizioni giovanili
- Copa São Paulo de Juniores: 1

Cruzeiro: 2007
- Campeonato Brasileiro Sub-20: 1

Cruzeiro: 2007

#### Competizioni statali
- Campionato Mineiro: 2

Cruzeiro: 2006, 2008

#### Competizioni nazionali
- Campionato olandese: 1

AZ Alkmaar: 2008-2009
- Supercoppa dei Paesi Bassi: 1

AZ Alkmaar: 2009